# Bois-de-Gand
Bois-de-Gand ist eine französische Gemeinde im Département Jura in der Region Bourgogne-Franche-Comté. Sie gehört zum Arrondissement Lons-le-Saunier und zum Kanton Bletterans. 

## Geographie
Die Gemeinde liegt in der Landschaft Bresse. Nachbargemeinden sind Francheville im Norden, Vers-sous-Sellières im Osten, Recanoz im Süden, Vincent-Froideville im Südwesten, La Chaux-en-Bresse im Westen sowie Chaumergy im Nordwesten.

## Bevölkerungsentwicklung
| Jahr                       | 1962 | 1968 | 1975 | 1982 | 1990 | 1999 | 2008 | 2017 |
| -------------------------- | ---- | ---- | ---- | ---- | ---- | ---- | ---- | ---- |
| Einwohner                  | 76   | 69   | 64   | 63   | 51   | 62   | 65   | 57   |
| Quellen: Cassini und INSEE |      |      |      |      |      |      |      |      |